# Les Éléments des projets de construction

Les Éléments des projets de construction est un ouvrage de référence en matière d'esquisse architecturale d'Ernst Neufert. Publié pour la première fois en 1936, il comporte de nos jours 36 éditions allemandes ou encore 18 traductions dans d'autres langues. Il est édité par Dunod et Le Moniteur.

## Éditions françaises
- 1951 : 1re édition
- 1955 : 2e édition
- 1958 : 3e édition
- 1963 : 4e édition
- 1969 : 5e édition, 25e en Allemagne
- 1983 : 6e édition  (ISBN 9782040111786)
- 1996 : 7e édition  (ISBN 9782100027163)
- 2002 : 8e édition, 36e en Allemagne  (ISBN 9782100057597)
- 2006 : 9e édition  (ISBN 9782100490875)
- 2010 : 10e édition  (ISBN 9782100543175)
- 2014 : 11e édition  (ISBN 9782281117530)

## Présentation par les éditeurs
- Dunod
- Éditions du moniteur
- Librairie du Moniteur